# Francisco Manuel de Paula
Francisco Manuel de Paula, primeiro barão da Saúde, (? — ?) foi um médico brasileiro.
Foi provedor-mor da Saúde e médico efetivo da Imperial Câmara. Agraciado barão, comendador da Imperial Ordem de Cristo e oficial da Imperial Ordem da Rosa. Acompanhou D. Pedro I e Dona Amélia, quando da abdicação, para a Europa.